# 李益
李益（746年—829年），字君虞，郑州人，祖籍陇西郡狄道县（今甘肅省定西市临洮县），出自陇西李氏姑臧房，大曆四年齊映榜進士，中唐詩人，以邊塞詩作名世，擅長絕句，尤其工於七絕。

## 生平
李益擅長寫作詩歌，成名於貞元末年，與唐朝宗室大郑王房「詩鬼」之稱的李賀齊名。年輕時的他頗負文名，每寫成一篇詩作，宮中都會有樂工名伶爭相出價，希望買下他的作品，編排樂曲，讓皇帝欣賞。李益所創作的《征人》、《早行》等名篇，更被當時人繪成圖贊，流傳天下。可是李益為人多疑善妒，相當執著，對於妻妾的德操管治非常嚴苛，不許妻妾與幫閑坊眾接觸，因此世人都戲稱那些善妒者是患上「李益疾」，更有「妒癡尚書李十郎」之語。
當與李益同輩的人都在朝中有所升遷時，唯獨李益不獲調進，因此常感到憂鬱。無奈下李益四處遊歷，北至河朔、幽州一帶，被劉濟辟為帳下幕府，後進任為營田副使。他經常與劉濟吟詩作對，其文辭間頗有怨望。留在邊境期間，李益創作了不少邊塞詩作，如《夜發軍中》、《夜上受降城聞笛》等，文名進一步顯揚。後來唐代宗注意到他的名聲，召李益入朝擔任秘書少監、集賢殿學士。但李益又因自負才學，而蔑視其他文人，態度惡劣，令人難以容忍，結果有諫官將李益在幽州時常有怨辭之事告知代宗，代宗便下詔貶謫李益。過了一段時間，李益才再得到升遷，累遷至右散騎常侍，於太和初出任禮部尚書，不久逝世。今存《李益集》（或稱《李君虞詩集》）二卷，輯於朱警《唐百家詩》和黃貫曾《唐二十六家詩》。
由於同時期又有另一名擔任太子庶子的官员名叫李益，且两人是陇西李氏姑臧房李承的后裔，因此當時的人都稱李益為「文章李益」，而擔任太子庶子的李益称为“门户李益”。在某些說法中，李益亦被列為大曆十才子之一。

## 詩作
代表作有《夜上受降城聞笛》《鹽州過胡兒飲馬泉》等。

## 家族

### 曾祖
- 李亶，唐朝给事、赠兵部尚书

### 祖父
- 李成绩，虞部郎中

### 父亲
- 李存，大理司直、赠太子少师

### 夫人
- 卢婣，字文嫄，常州江阴县主薄卢集之女 [3]
- 范阳卢氏，太子校书卢舒之女，封陇西县君

### 子女
- 李元翊，庶子
- 李棠，卢婣所生
- 李当，卢婣所生
- 李崇
- 李奕

## 延伸閱讀
- 《舊唐書·李益傳》
- 《新唐書·李益傳》
- 辛文房《唐才子傳·李益》
- 蔣防《唐傳奇·霍小玉傳》